# Unkanodes tanasijevici
Unkanodes tanasijevici är en insektsart som först beskrevs av Dlabola 1965.  Unkanodes tanasijevici ingår i släktet Unkanodes och familjen sporrstritar. Inga underarter finns listade i Catalogue of Life.